# Dysschema thetis
Dysschema thetis är en fjärilsart som beskrevs av Johann Christoph Friedrich Klug 1836. Dysschema thetis ingår i släktet Dysschema och familjen björnspinnare. Inga underarter finns listade i Catalogue of Life.